# 靈感

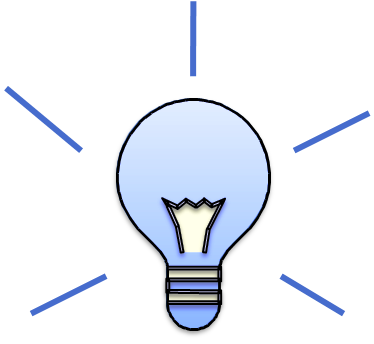
靈感

靈感是根據自己的經歷而聯想到的一種創造性思維活動。靈感通常於腦海裡只出現一瞬間。通常於文化和藝術方面時特別需要有靈感。一些職業通常於創作時特別需要靈感，否則不能設計出一種新的主意，如漫畫家，作家，填詞人等等。

## 外部連結
- Google 字典 - 靈感的定義
- Definition of Inspiration （页面存档备份，存于）（英文）